# 18大道車站 (IND卡爾弗線)
18大道車站（英語：18th Avenue station）是紐約地鐵IND卡爾弗線的一個快車地鐵站，位於布魯克林自治市公園18大道及麥當奴大道交界，設有F線（任何時候停站）列車服務。

## 車站結構
| P 月台層 | 北行慢車 | ← 往牙買加-179街 (迪特馬斯大道)       |
| P 月台層 | 島式月台 |                                       |
| P 月台層 | 尖峰快車 | → 無定期服務 (教堂大道 或 金斯公路)   |
| P 月台層 | 島式月台 |                                       |
| P 月台層 | 南行慢車 | → 往康尼島-斯提威爾大道 (I大道) →     |
| M        | 夾層     | 閘機、車站詢問處、MetroCard自動售票機 |
| G        | 街道層   | 出入口                                |

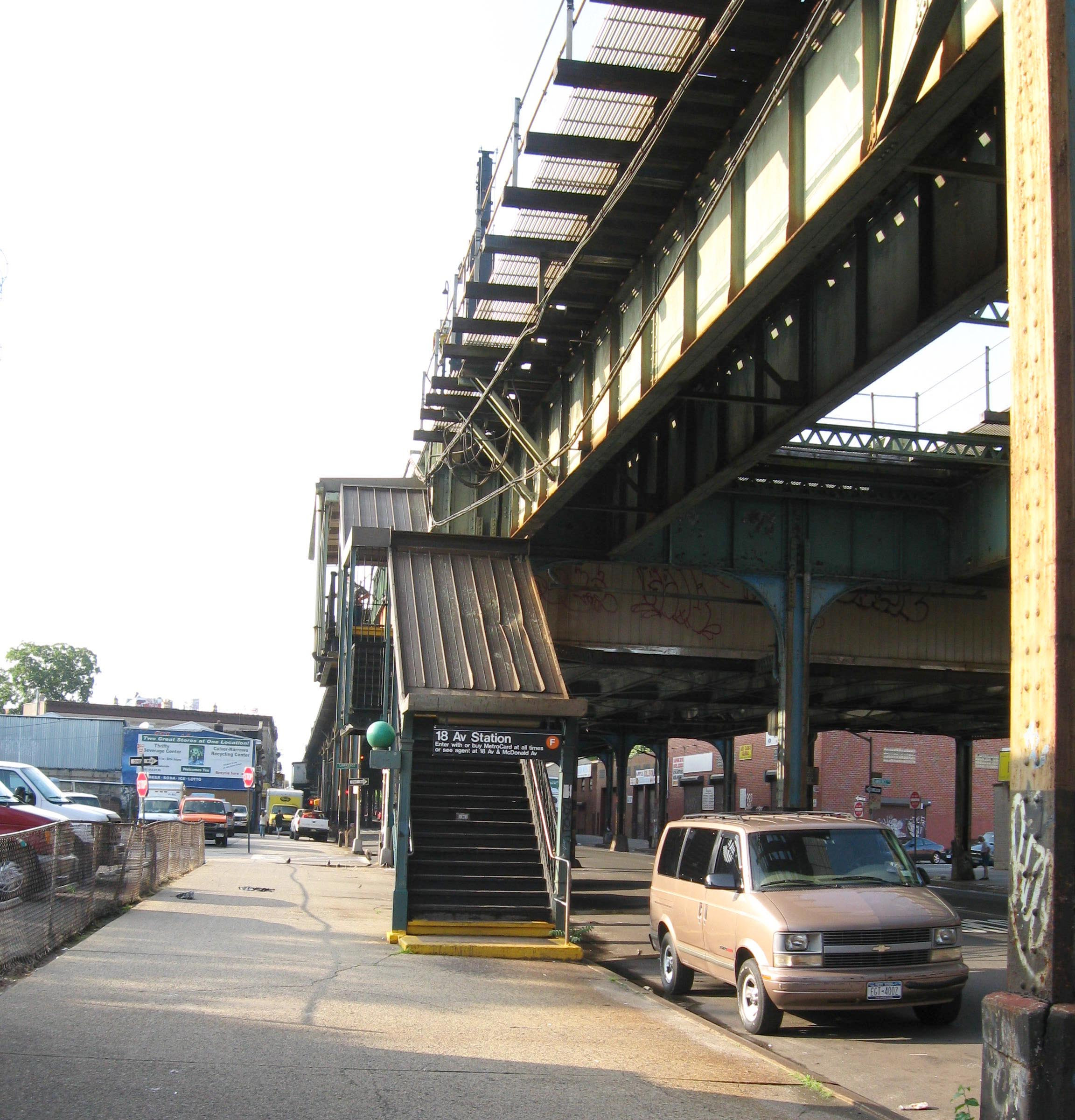
街梯

此高架車站設有兩個島式月台和三條軌道，中央軌道在正常情況下不營運。不過，由於北行月台正在進行翻新工程，中央軌道暫作臨時北行月台使用。

## 外部連結
- nycsubway.org—BMT Culver Line: 18th Avenue
- Station Reporter — F Train
- The Subway Nut — 18th Avenue Pictures（页面存档备份，存于）
- 18th Avenue entrance from Google Maps Street View（页面存档备份，存于）
- Lawrence Avenue entrance from Google Maps Street View（页面存档备份，存于）
- Platforms from Google Maps Street View (Under Construction)（页面存档备份，存于）